# BK Mladá Boleslav
BK Mladá Boleslav – czeski klub hokejowy z siedzibą w Mladej Boleslavi.

## Historia
W najwyższej klasie czeskich rozgrywek klub występuje od sezonu 2008/09. W sezonie 2010/11 zajął ostatnie miejsce w lidze i zapewnił sobie utrzymanie w Extralidze po rywalizacji z mistrzem 1. ligi, klubem Slovan Ústečtí Lvi (w meczach 4:3). W edycji 2011/12 ponownie był najsłabszy w ekstralidze, a następnie przegrał rywalizację o miejsce w ekstralidze z mistrzem 1. ligi, Piráti Chomutov. W 2014 klub awansował do ekstraligi.

## Dotychczasowe nazwy
- BK Mladá Boleslav (1908−1927)
- Mladoboleslavský SK (1927−1948)
- Sokol BK Mladá Boleslav (1948−1966)
- Auto Škoda Boleslav (1966−2000)
- HC Mladá Boleslav (2000−2004)
- BK Mladá Boleslav (od 2004)

## Sukcesy
- Mistrzostwo 1. ligi: 2008, 2013
- Awans do Ekstraligi: 2008